# Броштянка
Броштянка (рум. Broșteanca) — село у повіті Телеорман в Румунії. Входить до складу комуни Богдана.
Село розташоване на відстані 98 км на південний захід від Бухареста, 20 км на захід від Александрії, 109 км на південний схід від Крайови.

## Населення
За даними перепису населення 2002 року у селі проживали 243 особи, усі — румуни. Усі жителі села рідною мовою назвали румунську.